# 反动
反动在政治学中是指主张将事物恢复原状的政治观点，抱持这种观点的人一般认为原本社会拥有现在社会所不具有的积极特征。“反动”一词本身源自左派和右派在意识形态领域使用的相关术语，但该词更多的作为形容词，指代主张回到过去者的观点。
在意識形態领域，反动是一种右派传统。反动派致力于反对社会转型的改革，而保守派致力于维护现有秩序。

## 语源
「反动」一詞源自老子道德經「反者道之动，弱者道之用」。这句话可直译为：回顾是道的动力，简化是道的应用。作者在后文通过“上中下三士”对此的理解，开展进一步论述。因此，反动在中国先秦文化是进步主义的概念，其内涵与英文reaction接近，可参考《反动的修辞》。
文化学术界普遍认为汉字「反动」一词类似于「干部」、「革命」、「政治」、「科学」、「经济」 等词汇同来源于日本。相关研究者认为，日本早期翻译社会主义文献，使用“hando”一词模仿英文“reaction”的借译。“hando”本是物理学术语，表示物理学意义的“反作用”。1905年后，清末文献中的“反动”一词多指“反作用”。1911年辛亥革命后，“反动”一词的政治色彩加重，如“反动政治机关”、“反动分子”、“反动的官僚”等。五四运动时期，马克思主义进入中国后，中国社会对「反动」一词的理解深受其影响。在马克思主义话语体系中，“反动”与“革命”对立:10。
1920年代后，“反动”含义为反对进步、反对革命。仅梁启超等少数作者还使用“反动”的字面含义——“反作用”:11。由于中国共产党的频繁使用“反动”一词，其逐渐社会化。国共分裂后，中国共产党和中國國民黨互斥对方是“反动”政党。至1928年，中国共产党已完全将中国国民党定性为反动派:14—16。

## 用法

### 社会主义国家

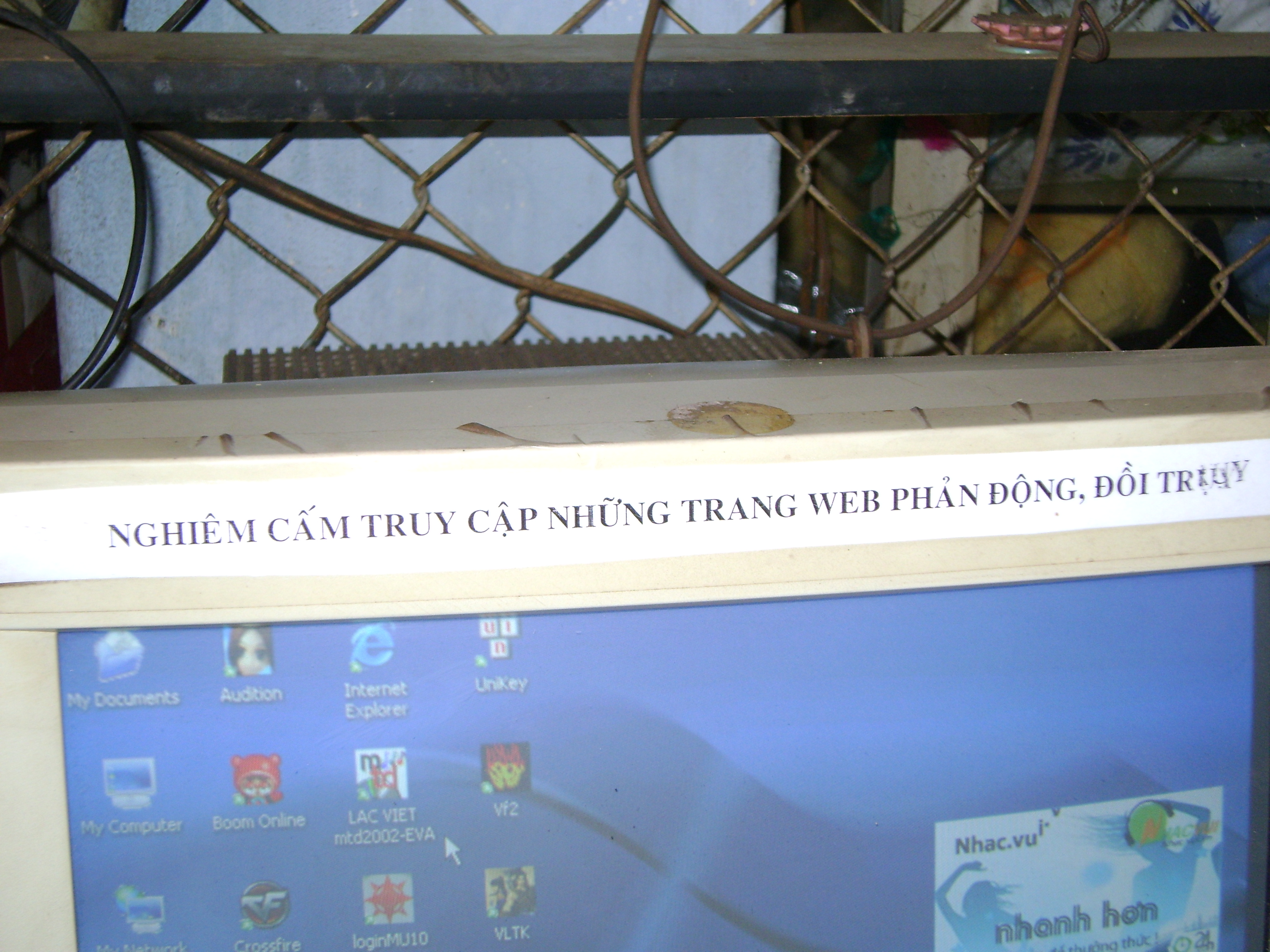
越南胡志明市一家网吧的电脑上贴着字条，提示禁止浏览“反动”（Phản động）和“堕落”内容。

在共产党执政的社会主义国家如越南、中华人民共和国的政治学中，反动一词则被普遍用于违背历史唯物主义社会发展规律的各种反革命运动。其中在中国大陆「反动」一词的内容 1949年之后的中国大陆很长一段时间是与「封建主义」、「资本主义」等词汇列在一起，被认定为必须取缔和惩罚的，尤其是文化大革命期間，大量使用針對反文革分子。现行的《中华人民共和国刑法》中無「反动罪」的罪名，但以前的刑法中存在過反革命的定义，以及因其所产生的反革命罪。
越南共产党在与同属共产主义阵营的红色高棉决裂后，认为其是反动非法组织，故称其为“波尔布特-英萨利反动集团”。

### 國民政府
「反動」、「反动分子」一类词语曾被中華民國國民政府、以及掌政國民政府的中國國民黨廣泛使用:15，指一切反對三民主義、并試圖顛覆中華民國政體的組織，通常特指中國共產黨、或與「中國共產黨」等字連用。

## 另見
- 反革命
- 原教旨主義
- 資本主義
- 保皇派